# متعددة حدود تربيعية عقدية
متعددة حدود تربيعية عقدية هي متعددة حدود تربيعية معاملاتها أعداد عقدية.